# Dasygaster atrata
Dasygaster atrata là một loài bướm đêm trong họ Noctuidae.